# Erio Tosatti
Erio Tosatti (Nonantola, 9 novembre 1943) è un fisico italiano, attivo nel campo della fisica della materia condensata teorica.

## Vita accademica
Erio Tosatti nel 1962 ha conseguito con lode il diploma in energia nucleare all'ITI Fermo Corni di Modena. Nel 1967 si è laureato con lode in fisica all'Università di Modena e ha conseguito con lode il diploma di perfezionamento in fisica nel 1970 alla Scuola normale superiore di Pisa.
Divenuto ricercatore del CNR alla Università La Sapienza di Roma, ha fatto esperienze pluriennali a Cambridge, Stoccarda, e Stanford. Dalla California fu chiamato a Trieste nel 1976 dal premio Nobel Abdus Salam e da Paolo Budinich per organizzare il gruppo di ricerca di fisica teorica della materia nel Centro internazionale di fisica teorica, organismo dell'ONU che riunisce scienziati di paesi poveri e di paesi sviluppati per svolgere ricerca insieme. Nel 2002/03 ne è stato anche direttore, e oggi continua a collaborarvi, in quanto ricercatore senior e Chairman dei Programmi Scientifici.
Dal 1980 è professore di ruolo alla Scuola Internazionale Superiore di Studi Avanzati (SISSA), allora nuovissimo centro d'eccellenza triestino, che dal 1978 offre percorsi di formazione post laurea di alto livello e negli anni ha conferito il titolo di PhD a molti ricercatori nei settori della fisica, della matematica e delle neuroscienze. Erio Tosatti alla SISSA ha fondato un gruppo di ricerca, costruito e diretto per un trentennio il settore di teoria degli stati condensati, del quale continua a fare parte come ricercatore senior oltre che Professore Emerito.

## Campi di studio
Gli studi di Tosatti interessano svariati fenomeni in fisica della materia, tra i quali l'attrito, la teoria delle superfici solide e liquide, dei sistemi ad altissime pressioni, dei superconduttori ad alta temperatura e dei sistemi nanometrici, la teoria della risposta dielettrica, e molto altro.
Ha pubblicato oltre 500 articoli in riviste internazionali e monografie (lavori citati oltre 20.000 volte da altri studiosi), realizzati nel corso degli anni con circa 37 allievi e un gran numero di collaboratori provenienti da tutto il mondo.
Fra i suoi contributi principali:
- La teoria della risposta dielettrica dei cristalli, specie quelli anisotropi (1969, 1972) e le correzioni di campo locale (1978);
- La teoria delle Charge Density Waves alle superfici solide (1974, 1978);
- La teoria della fase isolante di Mott in composti a strati (1976, 1979);
- La teoria della fusione e non fusione superficiale (1979, 1988, 2005);
- Il primo calcolo di "scanning tunneling spectroscopy" su grafite (1985);
- La teoria della ricostruzione, del faccettamento, dell'irruvidimanto e preirruvidimento superficiale (1989, 1992);
- La scoperta della fase di Berry nel problema Jahn-Teller degli ioni negativi di fullerene (1994);
- La scoperta in simulazione di nuove fasi della materia ad altissime pressioni, fra cui una fase superionica per acqua ed ammoniaca (1999),di una fase tipo quarzo nel CO2 (1998), il primo calcolo della temperatura del ferro al centro della terra (2000);
- La scoperta teorica della struttura elicoidale noncristallina nei nanofili metallici (1998, 2001;)
- La teoria della superconduttività fortemente correlata nei fullereni ed altri metalli molecolari (2002, 2009,2018);
- La teoria del "quantum annealing" (2002, 2006);
- La teoria del magnetismo spontaneo e dell'effetto Kondo in nanocontatti (2003, 2008, 2009, 2016);
- La teoria dell'attrito di particelle cariche in reticoli ottici (2011, 2012, 2016,2018);
- La teoria e simulazione del nanoattrito fra superfici cristalline. (2007, 2013, 2016,2019).

I suoi studi teorici negli ultimi anni si sono estesi anche alle problematiche applicative di tipo industriale.

## Riconoscimenti scientifici
- 1985 World Bank Expert, Universita' di Pechino
- 1994 Burstein Lecture, Università della Pennsylvania, Filadelfia
- 2001 Fellow dell'American Physical Society
- 2005 Medaglia Tate dell'American Institute of Physics, USA
- 2006 Socio corrispondente dell'Accademia Nazionale dei Lincei - Roma
- 2011 Membro straniero della National Academy of Sciences, USA
- 2011 Medaglia e Colloquium Alessandro Volta, Università di Pavia
- 2011 Enrico Fermi Colloquium, LENS - Firenze
- 2012 Vincitore dell'European Research Council Advanced Grant MODPHYSFRICT (2013-2019), Unione Europea
- 2012 Membro esterno dell'Istituto Lombardo Accademia di Scienze e Lettere (Accademia di Brera) - Milano
- 2017 Sackler Lecture, Università di Tel Aviv
- 2017 Josef Stefan Colloquium, Lubiana
- 2018 Premio Enrico Fermi della Società Italiana di Fisica - Bologna (assieme a F. Capasso e L. P. Pitaevskii)
- 2019 Socio Nazionale dell'Accademia Nazionale dei Lincei - Roma